# Our Day Will Come
"Our Day Will Come" é uma canção popular composta em 1962, por Bob Hilliard e Mort Garson, interpretada pelo grupo Ruby & the Romantics. Alcançou o sucesso nas tabelas de sucessos em Março de 1963, sendo número um na Billboard Hot 100. Alcançou também as tabelas na Australia (#11) e no Reino Unido (#38).
Os musicos da gravação original incluiam Leroy Glover no Orgão, Vinnie Bell, Al Gorgoni e Kenny Burrell nas guitarras, Russ Savakus no Baixo e Gary Chester na bateria.

## Versões
- Maio 1963: Julie London no álbum The End of the World.
- Setembro 1963: Patti Page no álbum Say Wonderful Things.
- 1965: Doris Day lançou a canção no seu álbum Latin for Lovers, com arranjos de Mort Garson.
- 1965: Julie Rogers' lançou uma versão no lado B do single "Like a Child."
- 1965: The Supremes gravaram a canção para o álbum There's a Place for Us, mas esta só seria lançada em 2005. Mary Wilson foi a voz principal nessa gravação.
- Fevereiro 1966: Cher gravou uma versão para o álbum The Sonny Side of Chér. A canção foi o lado B do single do sucesso "Bang Bang (My Baby Shot Me Down)". Essa versão foi ainda lançada como lado A em Novembro de 1972.
- 1966: Fontella Bass no álbum The 'New' Look
- 1967: Sharon Tandy
- 1967: We Five no álbum Make Someone Happy
- 1970: Isaac Hayes no álbum ...To Be Continued
- 1972: Bobby Vinton no álbum Sealed with a Kiss
- 1973: The Carpenters no seu álbum Now & Then
- 1974: Carl Carlton no seu disco Everlasting Love
- 1975: Charity Brown
- Novembro 1975: Frankie Valli. Cantada por Patti Austin.
- 1979: Esther Phillips no álbum Here's Esther Are You Ready
- 1982: Dionne Warwick no álbum Heartbreaker
- 1989: k.d. lang gravou uma versão para a banda sonora do filme de 1989 Shag.
- 1994: Pete Anderson
- 1996: Christina Aguilera gravou uma demo in 1996 e a faixa foi incluida no álbum de 2001  Just Be Free.
- 1996: The Slackers com Doreen Schaefer
- 1998: Linda Purl
- 2001: James Darren
- 2005: Jamie Cullum
- 2007: Waldeck
- 2011: Amy Winehouse gravou-a em 2002, sendo lançada apenas em 2011 no seu álbum póstumo Lioness: Hidden Treasures.
- 2012: Katharine McPhee.

### Outras versões
| - Betty Everett - Billy Fury - Bobby Darin - Bobby Rydell - Brenda Lee - Buddy Merrill - Cal Tjader - Chris Montez - Classics IV - Cliff Richard - Dee Dee Sharp - Dennis Brown - Herb Alpert and The Tijuana Brass - The Heptones - Hortense Ellis - Jimmy Castor | - Larry Chance and the Earls - Fontella Bass - Jerry Butler - The Lennon Sisters - The Lettermen - Myrna Hague - Nancy Wilson - Pam Hall - Percy Faith - Ronald Muldrow - Sonny Stitt - Spiral Starecase - Trini Lopez - The Vibrations - Willem Breuker Kollektief - Willie Bobo |

## Versão de Amy Winehouse
A versão por Amy Winehouse foi gravada em 2002 e está incluída no álbum póstumo da cantora Lioness: Hidden Treasures. Foi lançada como single no dia 06 de dezembro de 2011. A canção foi originalmente gravada em maio de 2002 para o seu primeiro álbum de estúdio, Frank, mas tinha sido arquivada.
O produtor deste tema, Salaam Remi - que havia trabalhado em seus álbuns de estúdio Frank e Back to Black, bem como na sua complicação póstuma - disse que este lançamento iriá servir como uma viva lembrança do talento da cantora.

### Vídeo Clipe
O vídeo clipe da música é uma montagem de Amy Winehouse ao longo de sua carreira com trechos de outros videoclipes da cantora, apresentações ao vivo e a cobertura da imprensa. O mesmo foi enviado a canais de música do Reino Unido em 21 de Novembro de 2011.

### Desempenho nas tabelas de sucessos
| Paradas (2011/2012)               | Melhor posição |
| --------------------------------- | -------------- |
| Bélgica (Ultratop 50 de Flandres) | 48             |
| Bélgica (Ultratop 50 da Valônia)  | 48             |
| União Europeia (European Hot 100) | 15             |
| França (SNEP)                     | 54             |
| Hungria (Rádiós Top 40)           | 27             |
| Islândia (Lagalistinn)            | 5              |
| Japão (Japan Hot 100)             | 14             |
| Países Baixos (Single Top 100)    | 52             |
| Espanha (PROMUSICAE)              | 26             |
| Suíça (Schweizer Hitparade)       | 69             |
| Reino Unido (UK Singles Chart)    | 29             |